# Jafar Hassan

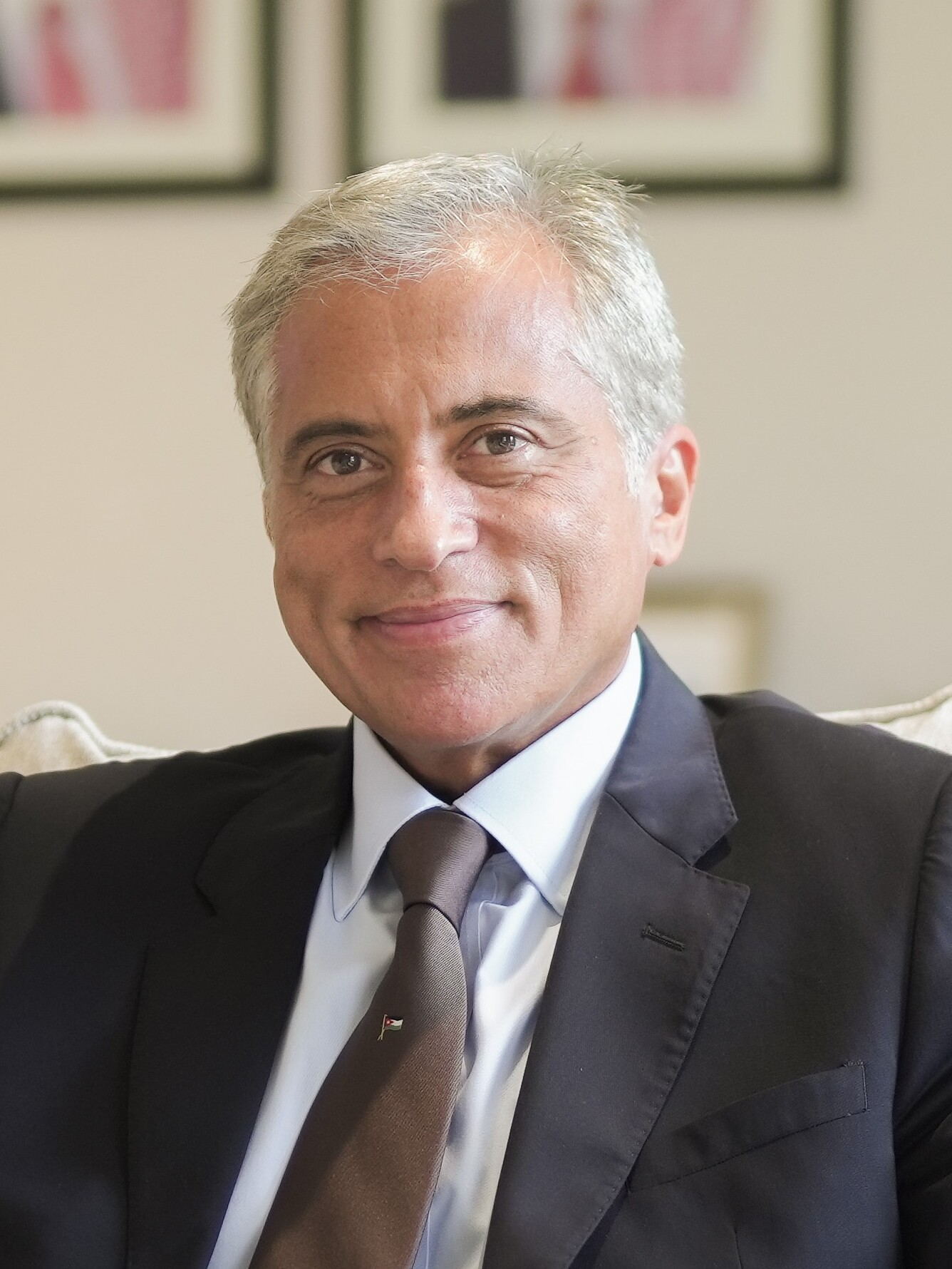
Dschafar Hassan (2024)

Dschafar Abdel Fattah Hassan (arabisch جعفر عبد الفتاح حسان Dschafar Abd al-Fattah Hasan, DMG Ǧaʿfar ʿAbd al-Fattāḥ Ḥassān; * 1968), kurz und anders transkribiert auch Jafar Hassan, ist ein jordanischer Politiker. Er ist seit 2024 Premierminister Jordaniens.

## Leben

### Ausbildung
Dschafar Hassan hat einen Masterabschluss in Öffentlicher Verwaltung an der Harvard University, einen Masterabschluss in Internationalen Beziehungen an der Boston University und einen Bachelorabschluss in Internationalen Beziehungen der American University of Paris in Frankreich. Zudem hat er einen Master und Doktor in Politikwissenschaft und Internationale Wirtschaft von der Graduate Institute of International Studies an der Universität Genf in der Schweiz.

### Politische Karriere
1991 wurde er Attaché im Außenministerium. Von 1993 bis 1995 arbeitete er im Büro des Militärsekretärs des Königs Abdullah II. Von 1995 bis 1999 war er bei der Ständigen Vertretung Jordaniens bei den Vereinten Nationen in Genf tätig. Von 1999 bis 2001 arbeitete er im Büro des Kulturberaters des Königs und im Nationalen Sicherheitsrat. Von 2001 bis 2006 war er Geschäftsträger ad interim und stellvertretender Botschafter Jordaniens in Washington, D.C. Von 2006 bis 2009 war er Direktor der Abteilung für Internationale Angelegenheiten am Königlichen Hof. Von 2009 bis 2013 war er Minister für Planung und internationale Zusammenarbeit, unter anderem in den Regierungen von Samir ar-Rifaʿi, Maruf al-Bachit, Aun Schaukat al-Chasauneh und Fayez al-Tarawneh. Er diente auch als Gouverneur Jordaniens bei der Weltbank, der Islamischen Entwicklungsbank und der Europäischen Bank für Wiederaufbau und Entwicklung. Von 2014 bis 2018 war er Direktor des Büros des Königs. 2018 war er stellvertretender Premierminister und Minister für wirtschaftliche Angelegenheiten. Von 2021 bis 2024 war er erneut Direktor des Büros des Königs. Zudem wurde er seit 2014 Stabschef des Königs. 2024, nach der Parlamentswahl in Jordanien, ernannte ihn Abdullah II. zum Premierminister als Nachfolger von Bisher al-Khasawneh. Er musste eine Regierung bilden, nachdem die islamistische Opposition bei der Parlamentswahl deutliche Gewinne erzielt hatte. Der König forderte ihn auf die „palästinensischen Brüder“ zu unterstützen und Israels „Angriffe und groben Verstöße gegen humanitäre Prinzipien und das Völkerrecht“ zu beenden.

### Familie
Hassan ist verheiratet und hat drei Kinder.

## Auszeichnungen
- Orden des Sterns von Jordanien, Erste Klasse
- Unabhängigkeitsorden, Dritte Klasse
- Orden für Verdienst (Portugal)
- Kronenorden (Belgien)
- Verdienstorden der Italienischen Republik